# NGC 3909
NGC 3909 este o roi deschis situată în constelația Centaurul. A fost descoperită în 1 martie 1835 de către John Herschel.